# Euclea lancea
Euclea lancea là một loài thực vật có hoa trong họ Thị. Loài này được Thunb. mô tả khoa học đầu tiên năm 1800.